# Paul Spaak

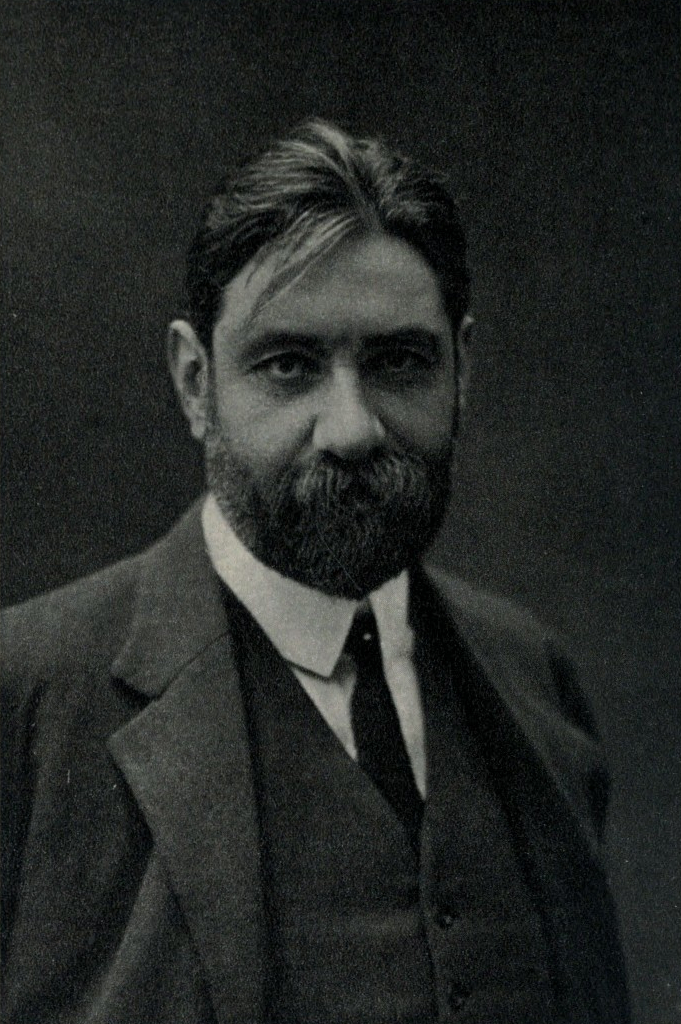
Paul Spaak

Paul Louis François Spaak (Elsene, 5 juli 1871 - aldaar, 8 mei 1936) was een Belgisch advocaat, literatuurhistoricus, dichter en toneelschrijver.

## Levensloop

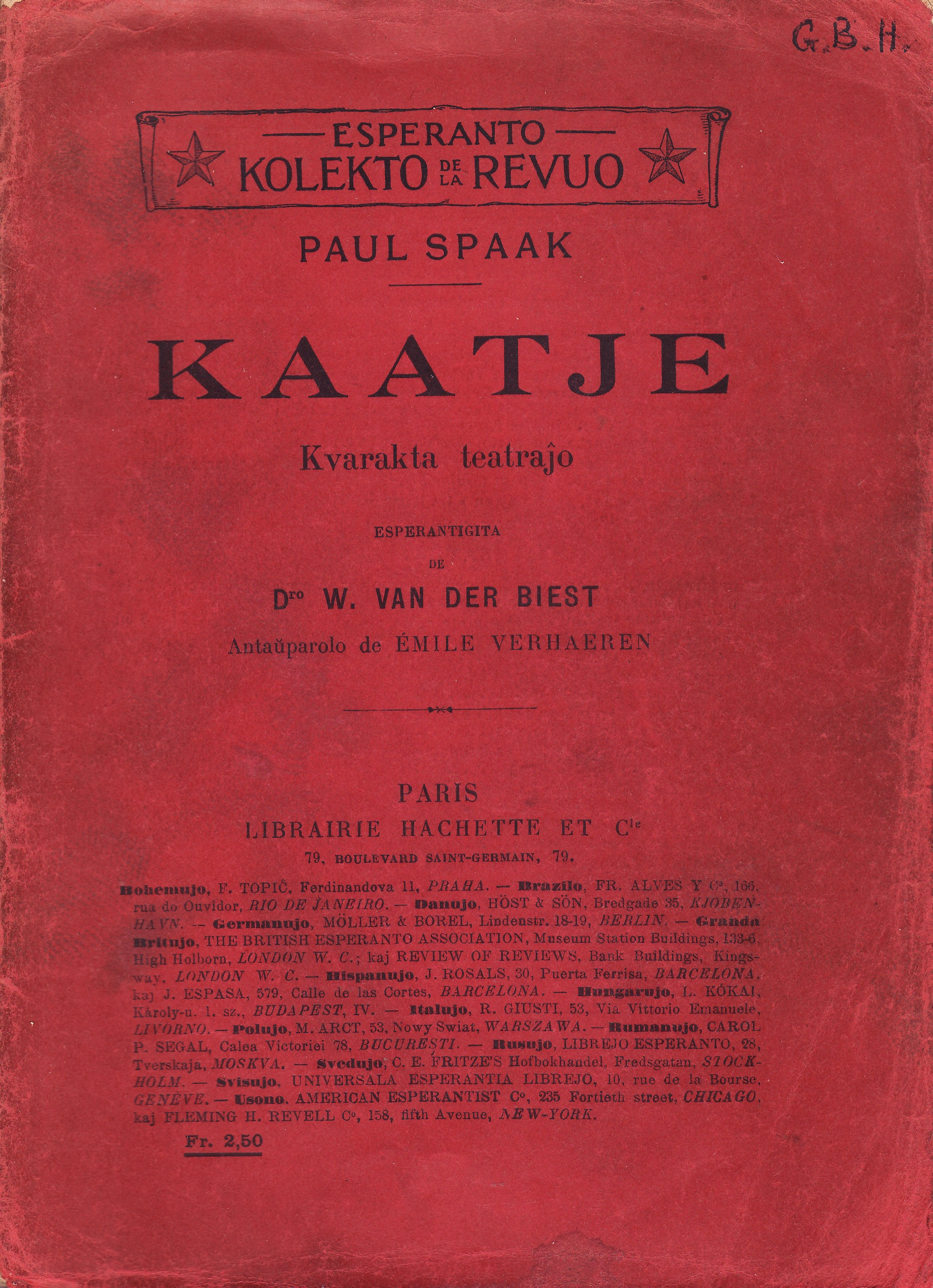
Kaatje in Esperanto, 1911

Hij was de zoon van geneesheer Charles Spaak. Na zijn middelbare studies ging hij naar de Université libre de Bruxelles (ULB) en werd er in 1894 doctor in de rechten. Dat jaar huwde Spaak met de dochter van politicus Paul Janson, Marie Janson, die zelf ook in de politiek zou gaan. Zij werd de eerste vrouwelijke senator van België. Het huwelijk werd bekroond met vier kinderen, waaronder de bekende politicus Paul-Henri Spaak en scenarioschrijver Charles Spaak. In 1899 werd hij advocaat aan de balie van Brussel en bleef dit tot in 1920.
Al tijdens zijn studie publiceerde Paul Spaak zijn eerste werk L'hérédité dans la littérature française antérieure au XIXe siècle in het universitaire tijdschrift Revue universitaire. Van 1897 tot 1902 gaf Spaak literatuurgeschiedenis aan de Université Nouvelle, een afsplitsing van de ULB. Van 1902 tot 1922 gaf hij hetzelfde vak aan het Institut des Hautes Etudes de Belgique, dat eveneens ontstaan was uit de ULB; en vanaf haar ontstaan in 1920 tot aan zijn dood gaf hij eveneens les aan de Hogere Koloniale School te Antwerpen.
Spaak was ook actief als dichter en als toneelschrijver. In 1907 schreef hij de gedichtenbundel Les voyages vers mon pays, waar hij zijn impressies van zijn reizen naar Londen, Bayreuth (Bayreuther Festspiele), Grignan en Italië weergaf. Zijn eerste toneelstuk Kaatje verscheen in 1908. Het stuk werd opgevoerd in het Koninklijk Parktheater en was een groot succes. Het jaar nadien volgde de opvoering in Amsterdam door de Koninklijke Vereeniging Het Nederlandsch Tooneel met onder meer Magda Janssens. Het stuk werd in 1911 in het Esperanto vertaald. Zijn komedie Camille, die in 1913 was verschenen, werd door componist Marc Delmas bewerkt tot een lyrisch werk dat in 1921 werd opgevoerd in de Opéra-Comique te Parijs. In 1919 verscheen het drama Malgré ceux qui tombent waarvoor hij in 1920 de Prix triennal de Littérature dramatique française ontving.
Spaak vertaalde eveneens verscheidene opera's van Giacomo Puccini en Arturo Toscanini in het Frans. Ze werden opgevoerd in de Koninklijke Muntschouwburg, waarvan hij vanaf 1920 tot aan zijn dood codirecteur was, samen met Maurice Corneil de Thoran en Jean Van Glabbeke. Spaak was er verantwoordelijk voor het literaire en culturele luik.
Hij was lid van de Académie royale de langue et de littérature françaises de Belgique vanaf haar oprichting in 1920 door minister Destrée tot aan zijn dood in 1936.

## Werken (selectie)
- L'hérédité dans la littérature française antérieure au XIXe siècle, in: Revue Universitaire, 1893
- Les Voyages vers mon pays, 1907 (gedichtenbundel)
- Kaatje, 1908 (toneelstuk, première in het Koninklijk Parktheater)
- La Madone, 1908 (toneelstuk, première in het Théâtre de l'Œuvre te Parijs)
- La Dixième Journée, 1908 (toneelstuk, première in het Théâtre de l'Œuvre te Parijs)
- Le Louez-Dieu, 1908 (toneelstuk, première in het Koninklijk Parktheater)
- A Damme en Flandre, 1912 (toneelstuk)
- Camille, 1913, (komedie)
- Malgré ceux qui tombent, 1919, (drama)
- Un songe d'une nuit d'été, 1919 (komedie)
- Diadesté, 1921 (komedie)
- Jean Lemaire de Belges, 1926 (kritisch werk)
- Poèmes 1898-1921, 1937 (postuum, gedichten)